# Heimnotwendigkeitsbescheinigung
Eine Heimnotwendigkeitsbescheinigung ist in Deutschland die Voraussetzung zur Zahlung von Leistungen des Sozialhilfeträgers bei Aufnahme in einem Pflegeheim bei vollstationärer Pflege. Diese wird ausschließlich bei den Pflegegraden 2 und 3 benötigt.
Die Bescheinigung wird vom Medizinischen Dienst (MD, Ehemals MDK) ausgestellt.
Voraussetzung für das Ausstellen der Bescheinigung ist eine nicht ausreichend sichergestellte Pflege in der eigenen Wohnung, etwa aufgrund von fehlenden oder überforderten Pflegepersonen, ungeeigneten räumlichen Voraussetzungen oder ein stark verwahrloster Zustand der zu pflegenden Person.